# ویلستون (تنسی)
ویلستون (به انگلیسی: Williston) شهری در ایالت کشور ایالات متحده آمریکا است که جمعیت آن در سرشماری سال ۲۰۱۰ میلادی، ۳۹۵ نفر بوده‌است.

## نگارخانه

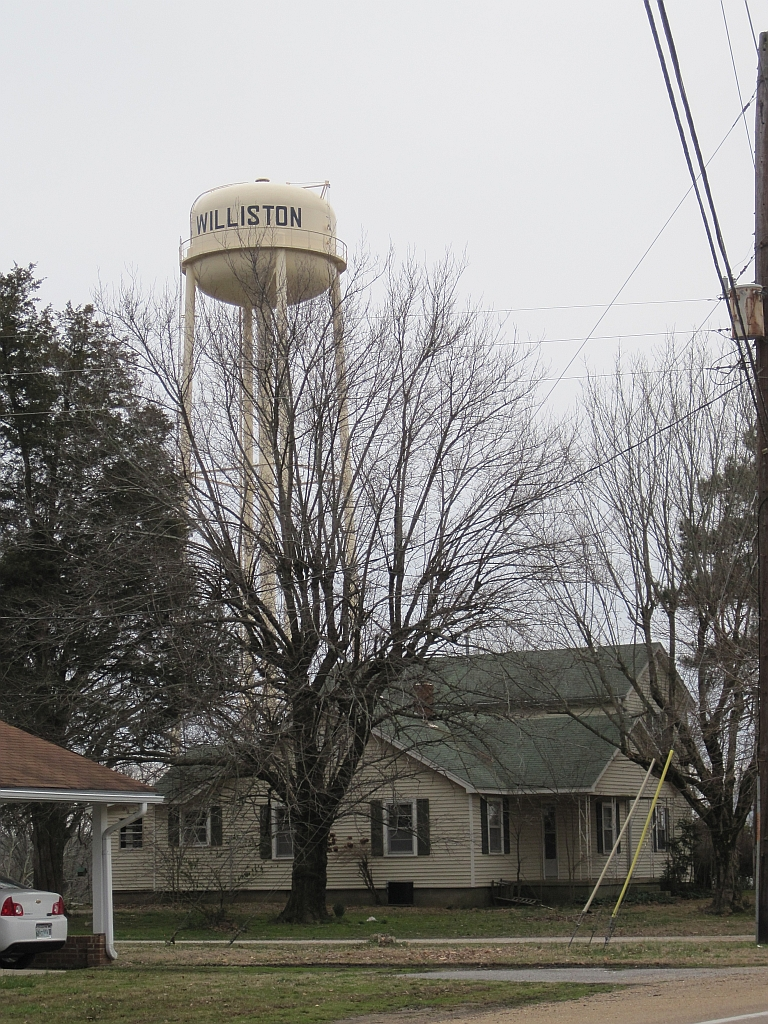
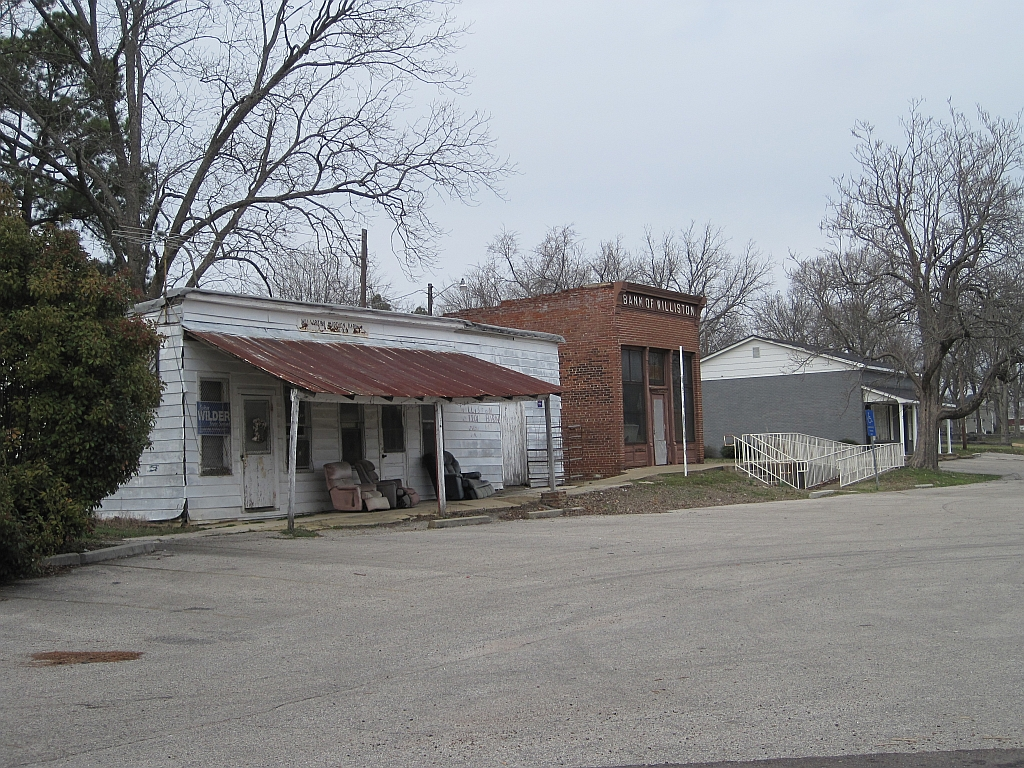
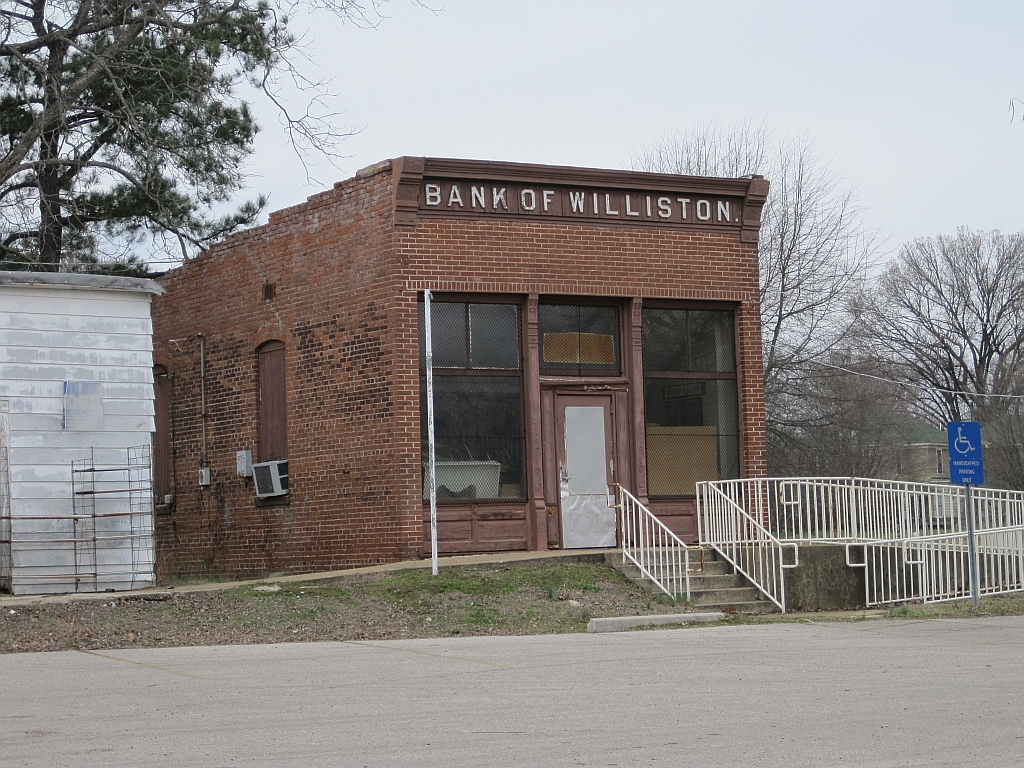
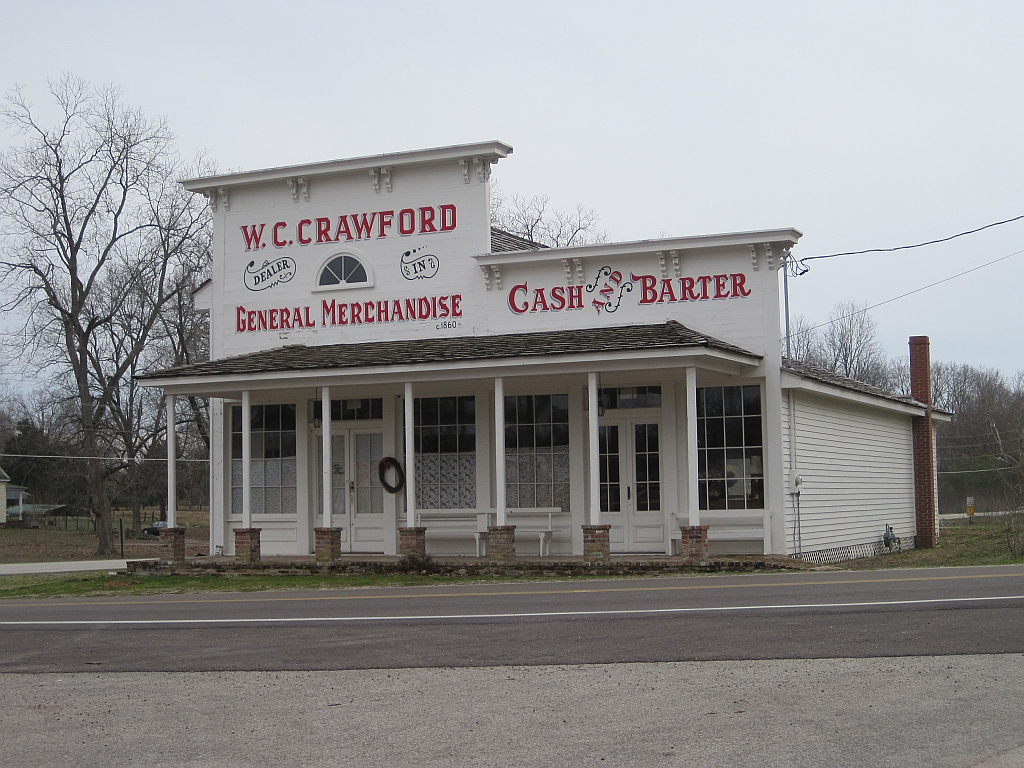
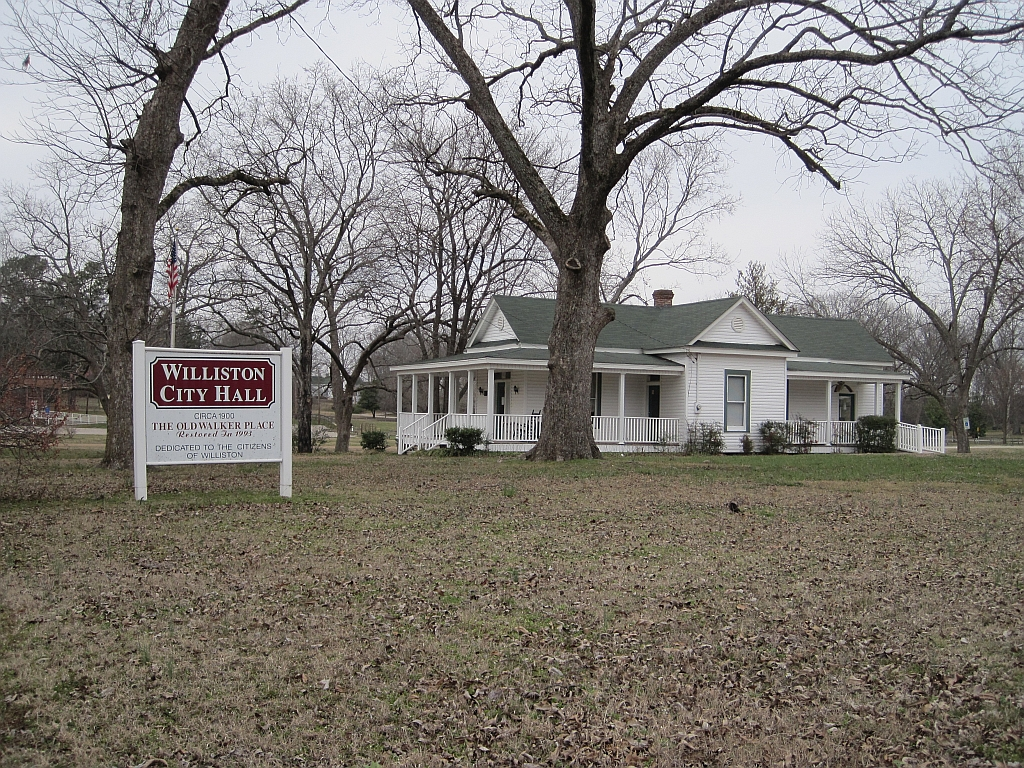
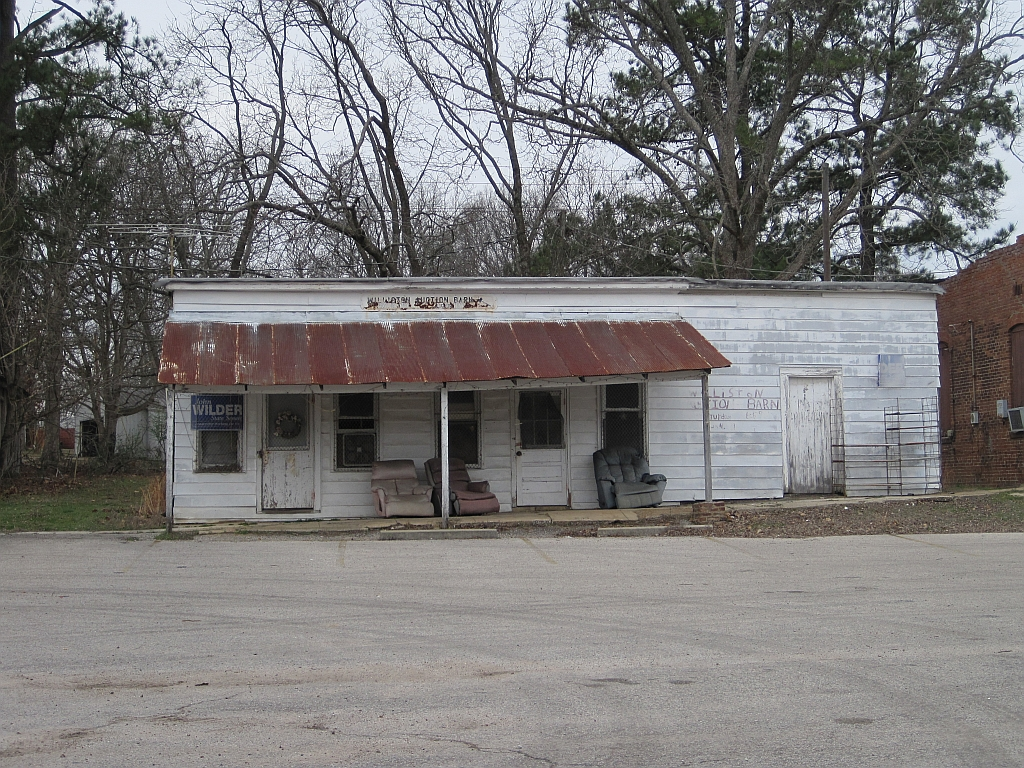